# ترافيس لي
ترافيس لي (بالإنجليزية: Travis Lee) هو لاعب كرة قاعدة أمريكي، ولد في 26 مايو 1975 في سان دييغو في الولايات المتحدة.

## وصلات خارجية
- ترافيس لي على موقع دوري كرة القاعدة الرئيسي (الإنجليزية)
- ترافيس لي على موقعبيزبول رفرنس.كوم (الدوري الرئيسي) (الإنجليزية)
- ترافيس لي على موقعبيزبول رفرنس.كوم (الدوري الثانوي) (الإنجليزية)
- ترافيس لي على موقع إي إس بي إن.كوم (أم.أل.بي) (الإنجليزية)
- ترافيس لي على موقع مشجعي الرسوم البيانية (الإنجليزية)
- ترافيس لي على موقع أوليمبيديا (الإنجليزية)